# Neoachiropsetta milfordi
Neoachiropsetta milfordi är en fiskart som först beskrevs av Penrith, 1965.  Neoachiropsetta milfordi ingår i släktet Neoachiropsetta och familjen Achiropsettidae. Inga underarter finns listade i Catalogue of Life.